# Орія (народ)
Орія (орія ଓଡ଼ିଆ ଲୋକ) — індоарійський народ в Індії. Також відомий під такими назвами як одія, одрі, уткалія, калінгі, урі. Більшість з них проживає на східному узбережжі штату Одіша; також представники цього народу проживають в штатах Андхра-Прадеш, Західна Бенгалія, Карнатака, Джаркханд і Чхаттісґарх. Розмовляють мовою орія, що належить до східної підгрупи індоарійської групи індоіранської гілки індоєвропейської мовної сім'ї.

## Мова
Достовірна чисельність народу невідома. За оцінками, що базуються на переписі населення 2001 року, в Індії проживає приблизно 27 млн орія. При чому мовою орія розмовляють 36 млн осіб. Також 20 тис. орія проживають у Бангладеші.

## Релігія
Більшість орія — індуїсти, в основному шиваїти, шануються також і жіночі богині; є нечисленна група мусульман. Важливими центрами релігійного паломництва індуїстів є Конарак (храм бога Сур'ї — Сонця), Пурі (храм бога Джаганнатха), Бхубанешвар (недалеко від якого знаходиться шиваїстський храм Лінгарадж).

## Культура
Основне господарство — орне землеробство і домашнє скотарство; культивують рис, просо, бобові, пшеницю, цукрову тростину, тютюн, олійні, бавовну, кокосову пальму.
Високо розвинені художні ремесла — срібна філігрань, різьблення по дереву, кістці, каменю, аплікація, живопис на пальмових листах. Розвинена промисловість, приватне підприємництво, сфера обслуговування. Невеликі села орія мають вільне планування. Будинки багатокамерні, глинобитні, зовнішні стіни будинків часто покриті обрядовими малюнками рисовим порошком. Одяг — чоловіче дхоті, сорочка; жіноче сарі з тканини в місцевому стилі Ландар (з розмитим малюнком).
Носять прикраси і квіти. Мусульманки-орія поза домом носять бурку. Їжа — рис з овочами і гострими приправами; багато каст вживають рибу, баранину і козлятину. Брахмани переважно вегетаріанці. Орія-мусульмани вживають м'ясо, в тому числі і яловичину. У орія зберігається кастова система. Крім того, орія поділяються на етнографічні групи, клани і лініджі. Вони ендогамні на груповому рівні і екзогамні на рівні кланів і лініджів.
Високо розвинене музичне, театральне, танцювальне мистецтво, в тому числі обрядове і храмове професійне. Особливо знамениті класичний танцювальний стиль одіссі і танцювально-драматичний стилю чхау, що пов'язаний з бойовим мистецтвом.